# Ді-Пер (Вісконсин)
Ді-Пер (англ. De Pere) — місто (англ. city) в США, в окрузі Браун штату Вісконсин. Населення — 25 410 осіб (2020).

## Географія
Ді-Пер розташоване за координатами 44°26′2″ пн. ш. 88°4′38″ зх. д. / 44.43389° пн. ш. 88.07722° зх. д. (44.433900, -88.077273).  За даними Бюро перепису населення США в 2010 році місто мало площу 31,85 км², з яких 29,98 км² — суходіл та 1,86 км² — водойми.

## Демографія
Згідно з переписом 2010 року, у місті мешкало 23 800 осіб у 9254 домогосподарствах у складі 5869 родин. Густота населення становила 747 осіб/км².  Було 9742 помешкання (306/км²).
Расовий склад населення:
| - 94,0 % — білих - 1,5 % — азіатів - 1,2 % — корінних американців - 0,9 % — чорних або афроамериканців |

До двох чи більше рас належало 1,8 %. Частка іспаномовних становила 2,1 % від усіх жителів.
За віковим діапазоном населення розподілялося таким чином: 23,8 % — особи молодші 18 років, 64,5 % — особи у віці 18—64 років, 11,7 % — особи у віці 65 років та старші. Медіана віку мешканця становила 33,7 року. На 100 осіб жіночої статі у місті припадало 92,0 чоловіків;  на 100 жінок у віці від 18 років та старших — 88,3 чоловіків також старших 18 років.
Середній дохід на одне домашнє господарство  становив 72 655 доларів США (медіана — 60 924), а середній дохід на одну сім'ю — 88 703 долари (медіана — 76 101). Медіана доходів становила 51 718 доларів для чоловіків та 42 043 долари для жінок. За межею бідності перебувало 6,9 % осіб, у тому числі 8,9 % дітей у віці до 18 років та 5,6 % осіб у віці 65 років та старших.
Цивільне працевлаштоване населення становило 12 840 осіб. Основні галузі зайнятості: освіта, охорона здоров'я та соціальна допомога — 25,6 %, виробництво — 15,5 %, роздрібна торгівля — 12,2 %.